# TFAM
TFAM (англ. Transcription factor A, mitochondrial) – білок, який кодується однойменним геном, розташованим у людей на короткому плечі 10-ї хромосоми. Довжина поліпептидного ланцюга білка становить 246 амінокислот, а молекулярна маса — 29 097.
| 10         |  | 20         |  | 30         |  | 40         |  | 50         |
| ---------- |  | ---------- |  | ---------- |  | ---------- |  | ---------- |
| MAFLRSMWGV |  | LSALGRSGAE |  | LCTGCGSRLR |  | SPFSFVYLPR |  | WFSSVLASCP |
| KKPVSSYLRF |  | SKEQLPIFKA |  | QNPDAKTTEL |  | IRRIAQRWRE |  | LPDSKKKIYQ |
| DAYRAEWQVY |  | KEEISRFKEQ |  | LTPSQIMSLE |  | KEIMDKHLKR |  | KAMTKKKELT |
| LLGKPKRPRS |  | AYNVYVAERF |  | QEAKGDSPQE |  | KLKTVKENWK |  | NLSDSEKELY |
| IQHAKEDETR |  | YHNEMKSWEE |  | QMIEVGRKDL |  | LRRTIKKQRK |  | YGAEEC     |

A: Аланін

C: Цистеїн

D: Аспарагінова кислота

E: Глутамінова кислота

F: Фенілаланін

G: Гліцин

H: Гістидин

I: Ізолейцин

K: Лізин

L: Лейцин

M: Метіонін

N: Аспарагін

P: Пролін

Q: Глутамін

R: Аргінін

S: Серин

T: Треонін

V: Валін

W: Триптофан

Кодований геном білок за функціями належить до активаторів, фосфопротеїнів. 
Задіяний у таких біологічних процесах, як транскрипція, регуляція транскрипції, альтернативний сплайсинг. 
Білок має сайт для зв'язування з ДНК. 
Локалізований у мітохондрії, мітохондріальному нуклеоїді.